# Liste des appellations européennes de fruits, légumes et céréales
 (20 août 2025).

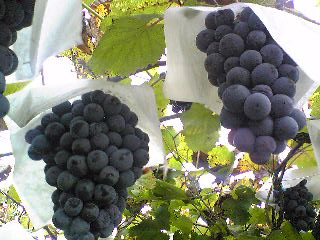
Grappes de muscat du Ventoux

Cette liste des appellations européennes de fruits, légumes, céréales et condiments recense les productions végétales destinées à l'alimentation humaine inscrites sur les registres européens des AOP (appellation d'origine protégée) et IGP (indication géographique protégée). Il peut s'agir aussi bien de produits agricoles bruts (fruits, légumes, céréales) que de certains produits issus d'une première transformation (farine, confiture, condiments, etc.).

## AOP

### Abricot
- Wachauer Marille (Autriche), abricot de Wachau, 21-06-1996,
- Abricots rouges du Roussillon (France), 16-02-2016

### Agrumes
- Arancia di Ribera (it) (Italie), 26-05-2010,
- Cedro di Santa Maria del Cedro (Italie), 17-05-2023

### Ail
- Aglio Bianco Polesano (Italie), 01-12-2009,
- Aglio di Voghiera (it) (Italie), 22-05-2010,
- Ail violet de Cadours (France), juin 2017,

### Amande
- Amêndoa Douro (Portugal), 23-11-1996,

### Ananas
- Ananás dos Açores/São Miguel (Portugal), 21-06-1996,

### Annone
- Anona da Madeira (Portugal), 06-06-2000,
- Chirimoya de la Costa tropical de Granada-Malaga (Espagne), 26-03-2010,

### Artichaut(Cynara scolymus)
- Alcachofa de Benicarló ou Carxofa de Benicarló (Espagne), 12-11-2003,
- Carciofo Spinoso di Sardegna (Italie), artichaut épineux de Sardaigne, 08-06-2010,

### Asperge
- Asparago bianco di Bassano (it) (Italie), 13-09-2007,

### Aubergine
- Melanzana Rossa di Rotonda (Italie), 16-07-2010,
- Tsakoniki Melitzana Leonidiou (Τσακώνικη μελιτζάνα Λεωνιδίου) (Grèce), 21-06-1996,

### Basilic(Ocimum basilicum)
- Basilico Genovese (Italie), basilic génois, 05-10-2005,

### Camomille
- Alföldi kamillavirágzat (Hongrie), camomille de l'Alföld, 16-07-2010,
- Chamomilla bohemica (République tchèque), camomille de Bohême, 11-07-2008,

### Céréales
- Arroz del Delta del Ebro ou Arròs del Delta de l'Ebre (Espagne), 28-10-2008,
- Arroz de Valencia ou Arròs de València (Espagne), 10-10-2001,
- Arroz de Calasparra (Espagne), 21-06-1996,
- Farro di Monteleone di Spoleto (Italie), 16/07/2010
- Riso di Baraggia Biellese e Vercellese (Italie), 22/08/2007

### Cerise
- Cereja de São Julião-Portalegre (Portugal), 21-06-1996,
- Cereza del Jerte (Espagne), 15-12-2007,
- Ciliegia dell'Etna (Italie), 23-11-2006,
- Kerassia Tragana Rodochoriou (Κεράσια τραγανά Ροδοχωρίου) (Grèce), 24-01-1997,
- Wiśnia nadwiślanka (Pologne), 16-12-2009,

### Châtaigne
- Castagna di Vallerano (Italie), 08-04-2009
- Castanha de Padrela (Portugal), 13-11-1996
- Castanha dos Soutos da Lapa (Portugal), 21-06-1996
- Castanha Marvão-Portalegre (Portugal), 21-06-1996
- Castanha da Terra Fria (Portugal), 21-06-1996
- Châtaigne d'Ardèche (France, 30-06-2006
- Farina di castagne della Lunigiana (Italie), 14-08-2010,
- Farina di Neccio della Garfagnana (Italie), 13-03-2004,
- Farine de châtaigne corse ou Farina castagnina corsa (France), 13-11-2010,
- Marrone di Caprese Michelangelo (Italie), 17-12-2009,
- Marrone di San Zeno (Italie), 12-11-2003,

### Chou
- Choucroute d'Alsace (France)
- Nošovické kysané zelí (République tchèque), choucroute de Nošovice, 07-02-2008,

### Cumin
- Český kmín (République tchèque), cumin tchèque, 21-05-2008,

### Fève
- Lathyrus clymenum (Gesse clymène)
- Fava Santorinis (Φάβα Σαντορίνης) (Grèce), 09-10-2010, fève de Santorin[1].

### Figue
- Fichi di Cosenza (Italie), figues de Cosenza, 30-09-2010,
- Fico Bianco del Cilento (Italie), 11-03-2006,
- Figue de Solliès (France), 19-12-2011,
- Xera syka Kymis (Ξερά σύκα Κύμης) (Grèce), 21-06-1996,
- Xira Sika Taxiarchi (Ξηρά Σύκα Ταξιάρχη) (Grèce), 28-09-2009,

### Figue de Barbarie
- Ficodindia dell'Etna (Italie), 26-08-2003,
- Ficodindia di San Cono (Italie), 26-09-2007,

### Grenadille
- Maracujá dos Açores/S. Miguel (Portugal), 13-11-1996,

### Haricot
- Coco de Paimpol (France), 28-07-1999,
- Fagiolo Cannellino di Atina (Italie), 05-08-2010, haricot 'Cannellino di Atina'[2].
- Fagioli Bianchi di Rotonda (Italie), 29-06--2010,
- Fasola piękny jaś z Doliny Dunajca (Pologne), 18-11-2010, lingot de la vallée du Dunajec, surnommé « le beau Jacquot de la vallée du Dunajec »)[3].
- Fasola wrzawska (Pologne), 24-09-2007,
- Mongeta del Ganxet (Espagne), 27-07-2007,

### Houblon
- Spalt Spalter (Allemagne), houblon de Spalt, 25-10-2012,
- Žatecký chmel (Tchéquie), houblon de Žatec, 09-05-2007,

### Kiwi
- Aktinidio Sperchiou (Ακτινίδιο Σπερχειού) (Grèce), 21-06-1996,

### Kaki
- Kaki Ribera del Xúquer (Espagne), 09-02-2002,

### Lentille
- Lentille verte du Puy (France), 13-07-2000,

### Lentisque[4]
- Masticha Chiou (Μαστίχα Χίου) (Grèce), mastic de Chios, 24-01-1997,
- Tsikla Chiou (Τσίχλα Χίου) (Grèce), gomme à mâcher de Chios, 24-01-1997,

### Navet
- Brovada (Italie), 17-07-2009,

### Nèfle
- Nísperos Callosa d'En Sarriá (Espagne), 21-06-1996,

### Noisette
- Noisette de Cervione (Nuciola di Cervioni)

(France), 29-04-2014,
- Avellana de Reus (Espagne), 20-02-1999,
- Nocciola Romana (Italie), 25-07-2009,

### Noix
- Noix de Grenoble (France), 05-07-2003,
- Noix du Périgord (France), 08-08-2007,

### Oignon
- Cebolla Fuentes de Ebro (Espagne), 08-07-2010, oignon source de l'Èbre[5].
- Cipollotto Nocerino (Italie), 11-07-2008,
- Oignon de Roscoff (France), 25-06-2010
- Oignon doux des Cévennes (France), 26-07-2008
- Makói vöröshagyma ou Makói hagyma (Hongrie), 06-11-2009,
- Všestarská cibule (République tchèque), oignon de Všestary, 17-07-2008,

### Olive
- Aceituna Aloreña de Málaga (Espagne), 04-08-2009,
- Azeitonas de Conserva de Elvas e Campo Maior (Portugal), 16-02-2007,
- Azeitona de conserva Negrinha de Freixo (Portugal), 21-06-1996,
- Elia Kalamatas (Ελιά Καλαμάτας) (Grèce), 21-06-1996,
- Konservolia Amfissis (Κονσερβολιά Αμφίσσης) (Grèce), 02-07-1996,
- Konservolia Atalantis (Κονσερβολιά Αταλάντης) (Grèce), 02-07-1996,
- Konservolia Piliou Volou (Κονσερβολιά Πηλίου Βόλου) (Grèce), 24-01-1997,
- Konservolia Rovion (Κονσερβολιά Ροβίων) (Grèce), 02-07-1996,
- Konservolia Stylidas (Κονσερβολιά Στυλίδας) (Grèce), 02-07-1996,
- La Bella della Daunia (Italie), 08-09-2000,
- Nocellara del Belice (Italie), 21-01-1998,
- Oliva Ascolana del Piceno (Italie), olive 'Ascolana' du Piceno, 15-11-2005,
- Olive de Nice (France), 11-06-2005,
- Olive de Nîmes (France), 05-11-2010[6].
- Olives cassées de la vallée des Baux-de-Provence (France), 20-02-1999,
- Olive noire de Nyons (France), 15-12-2007,
- Olives noires de la vallée des Baux-de-Provence (France), 20-02-1999,
- Portokalia Maleme Chanion Kritis (Πορτοκάλια Μάλεμε Χανίων Κρήτης) (Grèce), 02-07-1996,
- Prasines Elies Chalkidikis (Πράσινες Ελιές Χαλκιδικής) (Grèce), olives vertes 'Chalkidikis',14-07-2010,
- Throumpa Ampadias Rethymnis Kritis (Θρούμπα Αμπαδιάς Ρεθύμνης Κρήτης) (Grèce), 02-07-1996,
- Throumpa Chiou (Θρούμπα Χίου) (Grèce), 02-07-1996,
- Throumpa Thassou (Θρούμπα Θάσου) (Grèce), 02-07-1996,

### Pavot
- Waldviertler Graumohn (Autriche), pavot gris de Waldviertel, 13-06-1997,

### Pêche
- Melocotón de Calanda (Espagne), 07-11-2000,
- Rodakina Naoussas (Ροδάκινα Νάουσας) (Grèce), 21-01-1998,

### Piment/Poivron/
- Pemento de Herbón (Espagne), 05-08-2010, piment de Herbón[7].
- Peperone di Pontecorvo (Italie), 13-11-2010, poivron de Pontecorvo[8].
- Piment d'Espelette (France), 22-08-2002,
- Pimentón de la Vera (Espagne), 22-08-2007,
- Pimentón de Murcia (Espagne), 05-03-2004,
- Pimiento de Armoia (Espagne), 15-11-2005,
- Pimiento de Oímbra (Espagne), 20-07-2005,
- Pimientos del Piquillo de Lodosa (Espagne), 21-06-1996,
- Szegedi fűszerpaprika-őrlemény ou Szegedi paprika (Hongrie), paprika de Szeged, 04-11-2010,

### Pistache
- Fystiki Megaron (Φυστίκι Μεγάρων) (Grèce), 14-11-1996,
- Fystiki Eginas (Φυστίκι Αίγινας) (Grèce), 14-11-1996,
- Kelifoto fystiki Fthiotidas (Κελυφωτό φυστίκι Φθιώτιδας) (Grèce), 21-06-1996,
- Pistacchio Verde di Bronte (Italie), 13-01-2010,

### Poire
- Pera de Lleida (Espagne), 16-07-2010,
- Pera de Jumilla (Espagne), 05-02-2005,
- Poire Rochas (Portugal), 19-03-2003,
- Peras de Rincón de Soto (Espagne), 22-04-2004,

### Pomme
- Firiki Piliou (Φιρίκι Πηλίου) (Grèce), 17-08-2010,
- Manzana Reineta del Bierzo (Espagne), 29-12-2001,
- Maçã Bravo de Esmolfe (Portugal), 21-06-1996,
- Mela del Friuli Venezia Giulia (Italie), 10-06-2008,
- Mela Val di Non (Italie), 23/09/2003,
- Mila Delicious Pilafa Tripoleos (Μήλα Ντελίσιους ΠιλαÔά Τριπόλεως) (Grèce), 13-06-1997,
- Mila Zagoras Piliou (Μήλα Ζαγοράς Πηλίου) (Grèce), 21-06-1996,
- Pomme du Limousin (France), 09-05-2007,

### Pomme de terre
- Jersey Royal Potatoes (Royaume-Uni), pomme de terre royale de Jersey, 21-06-1996
- Lapin Puikula (Finlande), pomme de terre de Laponie, 24-01-1997
- Opperdoezer Ronde (Pays-Bas), pomme de terre d'Opperdoes
- Patata di Bologna (Italie), pomme de terre de Bologne, 19-03-2010,
- Pomme de terre de l'île de Ré (France), 06-06-2000,
- Béa du Roussillon (France), 30-03-2006,

### Prune
- Ameixa d'Elvas (Portugal), 21-06-1996,
- Śliwka Szydłowska (Pologne), pruneau de Szydłów, 23-07-2007,
- Susina di Dro (Italie), 30-06-2009,

### Raifort
- Hajdúsági torma (Hongrie), 22-10-2009,

### Raisin
- Chasselas de Moissac (France), 21-06-/1996,
- Korinthiaki Stafida Vostitsa (Κορινθιακή Σταφίδα Βοστίτσα) (Grèce), 18-07-1998,
- Muscat du Ventoux (France), 20-12-1999,
- Stafida Zakynthou (Σταφίδα Ζακύνθου) (Grèce), 31-05-2008,
- Uva de mesa embolsada Vinalopó (Espagne), 21-06-1996,
- Vlaams-Brabantse tafeldruif (Belgique), raisin de table du Brabant flamand, 11-07-2008,

### Réglisse
- Liquirizia di Calabria (Italie), 26-11-2010,

### Rhubarbe
- Yorkshire Forced Rhubarb (Royaume-Uni), 25/03/2010

### Safran
- Azafrán de la Mancha (Espagne), safran de la Manche, 05-03-2004,
- Krokos Kozanis (Κρόκος Κοζάνης) (Grèce), 20-02-1999,
- Zafferano di Sardegna (Italie), 03-02-2009,
- Zafferano dell'Aquila (Italie), 05-02-2005,
- Zafferano di San Gimignano (Italie), 05-02-2005,

### Souchet
- Chufa de Valencia (Espagne), 20-02-1999,

### Tomate
- Pomodorino del Piennolo del Vesuvio (Italie), 17-12-2009,
- Pomodoro S.Marzano dell'Agro Sarnese-Nocerino (Italie), tomate 'San Marzano' de l'Agro Sarnese-Nocerino, 02-07-1996,

## IGP

### Abricot
- Gönci kajszibarack (Hongrie), abricots de Gönc, 14-09-2010,

### Agrume
- Arancia del Gargano (Italie), 31-08-2007,
- Arancia Rossa di Sicilia (Italie), 21-06-1996,
- Cítricos Valencianos (Espagne), 20-05-2003,
- Citrinos do Algarve (Portugal), 21-06-1996,
- Citron de Menton (France), 02-10-2015,
- Clementinas de las Tierras del Ebro (Espagne), 23-09-2003,
- Clémentine de Corse (France), 16-02-2007,
- Clementine del Golfo di Taranto (Italie), 23-09-2003,
- Clémentine de Calabre (Italie), 25-11-1997,
- Koum kouat Kerkyras (Κουμ Κουάτ Κέρκυρας) (Grèce), 13-11-1996,
- Limone Costa d'Amalfi (Italie), 05-07-2001,
- Limone di Rocca Imperiale (Italie), 26-07-2010,
- Limone di Siracusa (Italie), 26-05-2010,
- Limone di Sorrento (Italie), 07-11-2000,
- Limone Femminello del Gargano (Italie), 16-02-2007,
- Limone Interdonato Messina (Italie), 12-11-2009,
- Mantarini Chiou (Μανταρίνι Χίου) (Grèce), 27-06-2008,

### Ail
- Aglio Bianco Piacentino (Italie), 14-10-2010,
- Ail blanc de Lomagne (France), 11-12-2008,
- Ail de la Drôme (France), 17-07-2008,
- Ail fumé d'Arleux (France), 02-08-2010,
- Ail rose de Lautrec (France), 21-06-1996,
- Ajo Morado de Las Pedroñeras (Espagne), 17-07-2008,

### Amande
- Almendra de Mallorca (Espagne), 27-03-2014,

### Artichaut
- Alcachofa de Tudela (Espagne), 10-10-2001,
- Carciofo Brindisino (Italie), 17-02-2010,
- Carciofo di Paestum (Italie), 13-03-2004,
- Carciofo Romanesco del Lazio (Italie), 22-11-2002,

### Asperge
- Asparago bianco di Cimadolmo (Italie), 09-02-2002,
- Asparago di Badoere (Italie), 15-10-2010,
- Asparago verde di Altedo (Italie), 19-03-2003,
- Asperge des Sables des Landes (France), 15-11-2005,
- Bornheimer Spargel (Allemagne), asperge de Bornheimer, 17-03-2010,
- Espárrago de Huétor-Tájar (Espagne), 15-03-2000,
- Espárrago de Navarra (Espagne), 23-03-2004,
- Marchfeldspargel (Autriche), asperges du Marshfeld, 03-04-2002,
- Schrobenhausener Spargel (Allemagne), asperge de Schrobenhausen, 09-10-2010,
- Spargel aus Franken (Allemagne), asperge de Franconie, 17-03-2010,

### Aubergine
- Berenjena de Almagro (Espagne), 18-12-1996,

### Câpre
- Cappero di Pantelleria (Italie), 21-06-1996,

### Carotte
- Carota dell'Altopiano del Fucino (Italie), 16-02-2007,
- Carota Novella di Ispica (Italie), 18-12-2010,
- Lammefjordsgulerod (Danemark), Carotte du Lammefjord, 03-04-2002,

### Céleri
- Sedano Bianco di Sperlonga (Italie), 18-03-2010,

### Céréales
- Arroz Carolino das Lezírias Ribatejanas (Portugal), 16-07-2008,
- Farine de blé noir de Bretagne (France), 26-06-2010,
- Farine de petit épeautre de Haute-Provence (France), 25-03-2010,
- Farro della Garfagnana (Italie), 02-07-1996,
- Petit épeautre de Haute-Provence (France), 21-05-2009,
- Riso del Delta del Po (Italie), 11-11-2009,
- Riso Nano Vialone Veronese (Italie), 02-07-1996,
- Riz de Camargue (France), 06-06-2000,
- Riz rouge de Camargue (France), 06-06-2000,

### Cerise
- Amarene Brusche di Modena (Italie), 30-10-2009,
- Cereja da Cova da Beira (Portugal), 21-06-1996,
- Cerezas de la Montaña de Alicante (Espagne), 21-06-1996,
- Ciliegia di Marostica (Italie), 09-02-2002,

### Champignon
- Fungo di Borgotaro (Italie), 21-06-1996,

### Châtaigne
- Castagna Cuneo (Italie), 13-09-2007,
- Castagna del Monte Amiata (Italie), 08-09-2000,
- Castagna di Montella (Italie), 21-06-1996,
- Castaña de Galicia (Espagne), 12-05-2010,
- Marrone della Valle di Susa (Italie), 04-11-2010,
- Marrone del Mugello (Italie), 02-07-1996,
- Marrone di Castel del Rio (Italie), 02-07-1996,
- Marrone di Combai (Italie), 03-12-2009,
- Marrone di Roccadaspide (Italie), 28-03-2008,
- Marroni del Monfenera (Italie), 25-11-2009,

### Chou
- Filderkraut ou Filderspitzkraut (Allemagne), chou cabus du Filder, 09/09/2010,
- Coliflor de Calahorra (Espagne), 16-10-2007,

### Concombre/Cornichon
- Gurken von der Insel Reichenau (Allemagne), concombres de l'île de Reichenau, 22-02-2008,
- Spreewälder Gurken (Allemagne), cornichons du Spreewald, 19-03-1999,

### Endive
- Brussels grondwitloof (Belgique), endives de terre de Bruxelles, 05-08-2008,

### Fève
- Faba Asturiana (Espagne), 21-06-1996,
- Faba de Lourenzá (Espagne), 16-10-2009,

### Figue
- Syka Vavronas Markopoulou Messongion (Σύκα Βραβρώνας Μαρκοπούλου Μεσογείων) (Grèce), 02/07/1996

### Fraise
- Fraise du Périgord (France), 28-01-2004,
- Fraise garriguette de Nîmes (France), 02-06-2010,
- Fraise de Cachoubie (Pologne), fraise de Cachoubie, 28-/11-2009,

### Haricot
- Alubia de La Bãneza-León (Espagne), 26-03-2010,
- Bruna bönor från Öland (Suède), 04-11-2010,
- Fagiolo Cuneo (Italie), 18-09-2010,
- Fagiolo di Lamon della Vallata Bellunese (Italie), 02-07-1996,
- Fagiolo di Sarconi (Italie), 02-07-1996,
- Fagiolo di Sorana (Italie), 14-06-2002,
- Fasola korczyńska (Pologne), haricots (d'Espagne) de la voïvodie de Sainte-Croix, 13-07-2010,
- Fasolia – Vanilies Feneou (Φασόλια – Βανίλιες Φενεού) (Grèce), 21-12-2010,
- Fasolia Gigantes Elefantes Kastorias (φασόλια Γίγαντες - Ελέφαντες Καστοριάς ) (Grèce), 12-08-2003,
- Fasolia Gigantes Elefantes Prespon Florinas (Φασόλια (Γίγαντες Ελέφαντες) Πρεσπών Φλώρινας) (Grèce), 18-07-1998,
- Fasolia (plake megalosperma) Prespon Florinas (Φασόλια (πλακέ μεγαλόσπερμα) Πρεσπών Φλώρινας) (Grèce), 18-07-1998,
- Fasolia kina Messosperma Kato Nevrokopiou (Φασόλια κοινά μεσόσπερμα Κάτω Νευροκοπίοu) (Grèce), 21-01-1998,
- Fasolia Gigantes Elefantes Kato Nevrokopiou (Φασόλια γίγαντες ελέφαντες Κάτω Νευροκοπίου) (Grèce), 21-01-1998,
- Haricot tarbais (France), 06-06-2000
- Judías de El Barco de Ávila (Espagne), 21-06-1996,
- Lingot du Nord (France), 28-03-2008
- Mogette de Vendée (France), 09-10-2010

### Houblon
- Tettnanger Hopfen (Allemagne), houblon de Tettnang, 13-05-2010,
- Hopfen aus der Hallertau (Allemagne), houblon de Hallertau, 07-05-2010,
- Elbe-Saale Hopfen (Allemagne), houblon d'Elbe-Saale, 03-04-2014.

### Kiwi
- Aktinidio Pierias (Ακτινίδιο Πιερίας) (Grèce), 22-11-2002,
- Kiwi de l'Adour (France), 26-05-2009,
- Kiwi Latina (Italie), 21-08-2004,

### Lentilles
- Lenteja de La Armuña (Espagne), 01-05-2008,
- Lenteja Pardina de Tierra de Campos (Espagne), 15-12-2007,
- Lenticchia di Castelluccio di Norcia (Italie), 13-06-1997,
- Lentille verte du Berry (France), 23-07-1998,

### Melon
- Melón de la Mancha (Espagne), 11-12-2010,
- Melon du Haut-Poitou (France), 23-12-1998,
- Melon du Quercy (France), 11-09-2007,
- Melon de Guadeloupe (France), 02-03-2012,

### Navet
- Grelos de Galicia (Espagne), 30-10-2009,

### Noisette
- Nocciola di Giffoni (Italie), 22-08-2006,
- Nocciola del Piemonte (Italie), 13-03-2004,

### Oignon
- Calçot de Valls (Espagne), 31-05-2002,
- Cipolla Rossa di Tropea Calabria (Italie), 28-03-2008,
- Ptujski lük (Slovénie), 04/06/201
- Scalogno di Romagna (Italie), 25-11-1997,

### Olive
- Konservolia Artas (Κονσερβολιά Άρτας) (Grèce), 02-07-1996,

### Patate douce
- Batata doce de Aljezur (Portugal), 18-08-2009,

### Pêche
- Pesca di Leonforte (Italie), 16-07-2010,
- Pesca di Verona (Italie), 15-01-2010,
- Pesca e Nettarina di Romagna (Italie), 21-01-1998,
- Pêssego da Cova da Beira (Portugal), 21/06/1996

### Piment/Poivron
- Pemento da Arnoia (Espagne), 21-05-2010,
- Pemento do Couto (Espagne), 24-02-2010,
- Pimiento Asado del Bierzo (Espagne), 11-03-2006,
- Pimiento de Gernika (Espagne), 01-12-2010,
- Pemento de Oímbra (Espagne), 21-05-2010,
- Peperone di Senise (Italie), 02-07-1996,
- Pimiento Fresno-Benavente (Espagne), 19-06-2008,
- Pimiento Riojano (Espagne), 21-08-2004,

### Poire
- Pera dell'Emilia Romagna (Italie), 21-01-1998,
- Pera mantovana (Italie), 21-01-1998,

### Poireau
- Poireaux de Créances (France), 21-06-1996,

### Pois chiche
- Garbanzo de Fuentesaúco (Espagne), 15-12-2007,

### Pomme
- Armagh Bramley Apples (Royaume-Uni), 16-10-2009,
- Jabłka grójeckie (Pologne), pommes de Grójec, 27-11-2010,
- Jabłka łąckie (Pologne), pommes de Łącko, 05-11-2010,
- Maçã de Alcobaça (Portugal), 21-06-1996,
- Maçã da Beira Alta (Portugal), 21-06-1996,
- Maçã da Cova da Beira (Portugal), 21-06-1996,
- Maçã de Portalegre (Portugal), 21-06-1996,
- Manzana de Girona ou Poma de Girona (Espagne), 26-08-2003,
- Mela Alto Adige (Italie), 15-11-2005,
- Mela di Valtellina (Italie), 02-04-2010,
- Melannurca Campana (Italie), 11-03-2006,
- Milo Kastorias (Μήλο Καστοριάς) (Grèce), 22-11-2002,
- Pommes des Alpes de Haute-Durance (France), 17-04-2010,
- Pommes et poires de Savoie (France), 21-06-1996,

### Pomme de terre
- Bamberger Hörnla (Allemagne), pomme de terre 'Corne de Bamberg', 17-03-2010,
- Batata de Trás-os-Montes (Portugal), 16-02-2007,
- Lüneburger Heidekartoffeln (Allemagne), pommes de terre de la Lande de Lunebourg, 05-08-2010,
- New Season Comber Potatoes (Royaume-Uni), 11-06-2010,
- Pataca de Galicia ou Patata de Galicia (Espagne), 16-02-2007,
- Patata della Sila (Italie), 09-10-2010,
- Patata Kato Nevrokopiou (Πατάτα Κάτω Νευροκοπίου) (Grèce), pomme de terre de Kato Nevrokopi,, 26-03-2002
- Patata Naxou (Πατάτα Νάξου) (Grèce), pomme de terre de Naxos, 27-06-2008,
- Patatas de Prades ou Patates de Prades (Espagne), 16-02-2007,
- Pommes de terre de Merville (France), 21-06-1996,

### Prune
- Mirabelles de Lorraine (France), 21-06-1996,
- Pruneaux d'Agen ou Pruneaux d'Agen mi-cuits (France), 22-11-2002,
- Śliwka szydłowska (Pologne), pruneau de Szydłów, 30-10-2010,
- Suska sechlońska (Pologne), pruneau de la voïvodie de Petite-Pologne, 09-10-2010,
- Magiun de prune Topoloveni (Roumanie), pâte de prune de Topoloveni, 08-09-2010,

### Raifort
- Bayerischer Meerrettich ou Bayerischer Kren (Allemagne), raifort bavarois, 10-10-2007,
- Spreewälder Meerrettich (Allemagne), raifort du Spreewald, 19-03-1999,
- Steirischer Kren (Autriche), raifort styrien, 11-12-2008,

### Raisin
- Stafida Ilias (Σταφίδα Ηλείας) (Grèce), Stafida Ilias, variété de raisin sec de Corinthe, 28-08-2010,
- Uva di Puglia (Italie), raisin des Pouilles, 11-10-2007 (demande),
- Uva da tavola di Canicattì (Italie), raisin de table de Canicatti, 25-11-1997,
- Uva da tavola di Mazzarrone (Italie), raisin de table de Mazzarrone, 05-04-2003 ,
- Westlandse druif (Pays-Bas), raisin du Westland.

### Salade
- Insalata di Lusia (Italie), 26-11-2006,
- Feldsalat von der Insel Reichenau (Allemagne), mâche de l'île de Reichenau, 22-02-2008,
- Mâche nantaise (France), 28-07-1999,
- Radicchio di Chioggia (Italie), 18-10-2008,
- Radicchio di Verona (Italie), 03-02-2009,
- Chicorée rouge de Trévise (Italie), 06-08-2008,
- Radicchio Variegato di Castelfranco (Italie), 06-08-2008,
- Salate von der Insel Reichenau (Allemagne), salades de l'île de Reichenau, 22-02-2008,

### Tomate
- Pomodoro di Pachino (Italie), 05-04-2003,
- Tomate La Cañada (Espagne), 04-12-2007,
- Tomaten von der Insel Reichenau (Allemagne), tomates de l'île de Reichenau, 22-02-2008,